# WTA Finals 2014 – turnaj vycházejících hvězd
Soutěže vycházejících hvězd (WTA Rising Stars Invitational) se na WTA Finals 2014 účastnily čtyři tenistky. Jednalo se o premiérový ročník exhibičního charakteru v rámci Turnaje mistryň.
Účastnice nepřesáhly věkovou hranici 23 let, musely také splňovat předem stanovená kritéria a následně projít volbou fanoušků. Ti zvolili v rozmezí jednoho měsíce dvě hráčky z asijsko-pacifického regionu (Dijasová, Čeng) a další dvě ze zbytku světa (Puigová, Rogersová).
Formát soutěže vycházel ze čtyřčlenné skupiny, v níž každá tenistka odehrála tři utkání systémem každý s každým. Hráčky, které obsadily první dvě příčky, postoupily do finále. Základní skupina proběhla v aréně OCBC (OCBC Arena) singapurského komplexu. Finále pak na centrálním dvorci Singapore Indoor Stadium.
Vítězkou úvodního ročníku se stala Portoričanka Mónica Puigová, která ve finále zdolala čínskou naději Čeng Saj-saj po dvousetovém průběhu 6–4 a 6–3.

## Nasazení hráček
1. Zarina Dijasová (základní skupina)
2. Mónica Puigová (vítězka)
3. Shelby Rogersová (základní skupina)
4. Čeng Saj-saj (finále)

## Soutěž
| Legenda                                                       |                                                                        |                                                   |
| - Q – kvalifikant - WC – divoká karta - LL – šťastný poražený | - Alt – náhradník - SE – zvláštní výjimka - PR/SR – žebříčková ochrana | - w/o – bez boje - r – skreč - d – diskvalifikace |

### Finále
| Finále |                |   |   |  |
|        |                |   |   |  |
|        |                |   |   |  |
| 2      | Mónica Puigová | 6 | 6 |  |
| 4      | Čeng Saj-saj   | 4 | 3 |  |

### Základní skupina
|    |                  | Dijasová                   | Puigová               | Rogersová             | Čeng                       | Zápasy V/P | Sety V/P     | Hry V/P        | Pořadí |
| 1. | Zarina Dijasová  |                            | 5–7, 2–6              | 1–6, 3–6              | 7–6(7–4), 6–7(2–7), [5–10] | 0–3        | 1–6 (14,3 %) | 24–39 (38,1 %) | 4.     |
| 2. | Mónica Puigová   | 7–5, 6–2                   |                       | 6–3, 6–7(4–7), [11–9] | 7–6(7–3), 4–6, [10–6]      | 3–0        | 6–2 (75 %)   | 38–29 (56,7%)  | 1.     |
| 3. | Shelby Rogersová | 6–1, 6–3                   | 3–6, 7–6(7–4), [9–11] |                       | 6–2, 2–6, [6–10]           | 1–2        | 4–4 (50 %)   | 30–24 (55,6 %) | 3.     |
| 4. | Čeng Saj-saj     | 6–7(4–7), 7–6(7–2), [10–5] | 6–7(3–7), 6–4, [6–10] | 2–6, 6–2, [10–6]      |                            | 2–1        | 5–4 (55,6 %) | 35–33 (51,5 %) | 2.     |

## Volba hráček
Kvalifikační kritéria splnilo celkově 21 tenistek.
Hlasování se v termínu 4. září až 3. října 2014 zúčastnilo 346 091 zaregistrovaných fanoušků ze 140 zemí, kteří odeslali 692 182 hlasů. K vyhlášení výsledku došlo 9. října téhož roku.
 První dvě hráčky z každé nominační skupiny postoupily na Turnaj mistryň. 

### Asijsko-pacifický region
| Asijsko-pacifický region | Asijsko-pacifický region        | Asijsko-pacifický region | Asijsko-pacifický region |
| Poř. | hráčka                          | WTA                      | % hlasů                  |
| --- | ------------------------------- | ------------------------ | ------------------------ |
| 1. | Čeng Saj-saj (CHN)              | 92.                      | 17,72%                   |
| 2. | Zarina Dijasová (KAZ)           | 34.                      | 15,74%                   |
| 3. | Kurumi Naraová (JPN)            | 42.                      | 11,93%                   |
| 4. | Naomi Ósakaová (JPN)            | 238.                     | 8,18%                    |
| 5. | Julia Putincevová (KAZ)         | 110.                     | 6,13%                    |
| 6. | Hiroko Kuwatová (JPN)           | 170.                     | 4,88%                    |
| 7. | Luksika Kumkhumová (THA)        | 86.                      | 4,74%                    |
| 8. | Nicha Lertpitaksinchaiová (THA) | 371.                     | 4,62%                    |
| 9. | Misa Egučiová (JPN)             | 127.                     | 4,15%                    |
| 10. | Sačie Išizuová (JPN)            | 282.                     | 4,15%                    |
| 11. | Olivia Rogowská (AUS)1)         | 123.                     | –                        |
| Legenda |                                 |                          |                          |
| kvalifikované hráčky na turnaj 1) – Olivia Rogowská odstoupila pro střet s plánovaným programem |                                 |                          |                          |
| Kvalifikační kritéria |                                 |                          |                          |
| - věk 23 let a méně při zahájení turnaje, tj. narození do 20. října 1991 (včetně), a - na žebříčku WTA do 150. místa v první pondělí US Open (25.8.), nebo - vyhraný zápas v hlav. soutěži turnaje Premier či International, a/nebo finalistka turnaje WTA 125K Series |                                 |                          |                          |

| Zbytek světa | Zbytek světa              | Zbytek světa | Zbytek světa |
| Poř. | hráčka                    | WTA          | % hlasů      |
| --- | ------------------------- | ------------ | ------------ |
| 1. | Mónica Puigová (PUR)      | 63.          | 20,65%       |
| 2. | Shelby Rogersová (USA)    | 71.          | 16,47%       |
| 3. | Christina McHaleová (USA) | 54.          | 15,65%       |
| 4. | Lauren Davisová (USA)     | 57.          | 8,07%        |
| 5. | Elina Svitolinová (UKR)   | 29.          | 7,09%        |
| 6. | Jovana Jakšićová (SRB)    | 121.         | 4,56%        |
| 7. | Madison Keysová (USA)     | 32.          | 4,18%        |
| 8. | Grace Minová (USA)        | 111.         | 3,18%        |
| 9. | Coco Vandewegheová (USA)  | 38.          | 2,14%        |
| 10. | Belinda Bencicová (SUI)2) | 33.          |              |
| Legenda |                           |              |              |
| kvalifikované hráčky na turnaj 2) – Belinda Bencicová odstoupila pro střet s plánovaným programem |                           |              |              |
| Kvalifikační kritéria |                           |              |              |
| - věk 23 let a méně při zahájení turnaje, tj. narození do 20. října 1991 (včetně), a - na žebříčku WTA do 50. místa v první pondělí US Open (25.8.), nebo - účast v semifinále Grand Slamu, turnaje Premier či International |                           |              |              |